# Сурбо
Сурбо (італ. Surbo, сиц. Surbu) — муніципалітет в Італії, у регіоні Апулія, провінція Лечче.
Сурбо розташоване на відстані близько 510 км на схід від Рима, 135 км на південний схід від Барі, 7 км на північний захід від Лечче.
Населення — 15 107 осіб (2014).
Щорічний фестиваль відбувається 2 жовтня. Покровитель — sant'Oronzo.

## Демографія
Населення за роками:

Станом на 1 січня 2023 року в муніципалітеті офіційно проживало 328 іноземців з 43 країн, серед них 47 громадян країн Євросоюзу та 1 громадянин України.

## Сусідні муніципалітети
- Лечче